# جائزة المجر الكبرى 2019
جائزة المجر الكبرى 2019 (بالمجرية: 2019-es Formula–1 magyar nagydíj)‏ هو سباق فورمولا 1
أقيم بتاريخ 4 أغسطس 2019 في حلبة المجر، المجر، وكان السباق 12 من أصل 21 في بطولة العالم لسباقات الفورمولا واحد موسم 2019، وكان أول المنطلقين ماكس فيرستابين.
فاز بالمركز الأول  لويس هاملتون، وكان صاحب أسرع لفة ماكس فيرستابين بزمن قدرة 77.103 ثانية.